# Motiguar
Motiguar eram um índio que viviam na Ilha do Marajó, no estado do Pará, entre os séculos XVI e XVII, passaram a habitar uma aldeia de nome Samaúma, catequizada pelos Padres Jesuítas, mais tarde, batizada de São Miguel de Beja pelo então governador Francisco Xavier Mendonça.
Atualmente esta localizada no município de Abaetetuba nordeste do estado, e é conhecida como Vila de Beja.